# まねきだるま
まねきだるまとは、招き猫とだるまを組み合わせたキャラクター。日本国内で縁起物として、いくつかの企業が商品化している。

## 概要
招き猫は江戸時代（嘉永）頃から今戸焼の焼き物などの形で売り出され、猫ブームとも相まって評判を呼び当時のヒット商品となった記録がある。平成時代に入ると猫ブームが再来し、再び招き猫もブームとなった。この動きは中国や台湾にも波及したが、特に台湾では1990年代には招き猫はすでに浸透していた。
こうした動きが加速すると、さらに商品の個性化、差別化の一環として「まねきだるま」（招き達磨）が商品キャラクターとして登場する。何度倒しても起き上がるだるまと福を招き、縁起がよいとされる招き猫をくみあわせたもので、形状も文字通り招き猫とだるまを合体させたようなものである。だるまの一大産地である群馬県高崎市では、老舗のだるまメーカーがさまざまな種類のだるまを制作し、その中には「まねきだるま」もある。また、同市にある制作工房が制作したものを中川政七商店が発売した「招き猫だるま」や、五州薬品がまねきだるまをキャラクターとして使用し販売する入浴剤などがその代表的なものである。
現在では複数の企業がキャラクターとして使用しているが、最初に着想したのはラーメンチェーン店と居酒屋チェーン店を34店舗運営する八角グループの大西慎也といわれている。大西が2003年に自らの経営による居酒屋チェーン店のメニューボードを半円形で手作りしたものを置いたところ、その形状がだるまに似ていることから評判を呼び、後に同社によって「幸運を招くキャラクター」として商品化されLINEスタンプまで登場した。